# Tõnu Endrekson
Tõnu Endrekson (Pärnu, 11 giugno 1979) è un canottiere estone, vincitore della medaglia d'argento nel 2 di coppia a Pechino 2008, assieme a Jüri Jaanson.

## Palmarès
- Olimpiadi

Pechino 2008: argento nel 2 di coppia.
Rio de Janeiro 2016: bronzo nel 4 di coppia.
- Mondiali

Kaizu 2005: bronzo nel 4 di coppia.
Eton 2006: bronzo nel 4 di coppia.
Monaco di Baviera 2007: bronzo nel 2 di coppia
Aiguebelette-le-Lac 2015: bronzo nel 4 di coppia.
Sarasota 2017: bronzo nel 4 di coppia.
- Europei

Maratona 2008: oro nel quattro di coppia.
Plovdiv 2011: argento nel quattro di coppia.
Varese 2012: oro nel quattro di coppia.
Brandenburg 2016: oro nel quattro di coppia.